# Christian-Schad-Stiftung
Die Christian-Schad-Stiftung Aschaffenburg (CSSA) wurde 1999 gegründet. Sie bewahrt den künstlerischen und privaten Nachlass des Malers Christian Schad (1894–1982) und bereitet das Werk kunsthistorisch auf.

## Geschichte

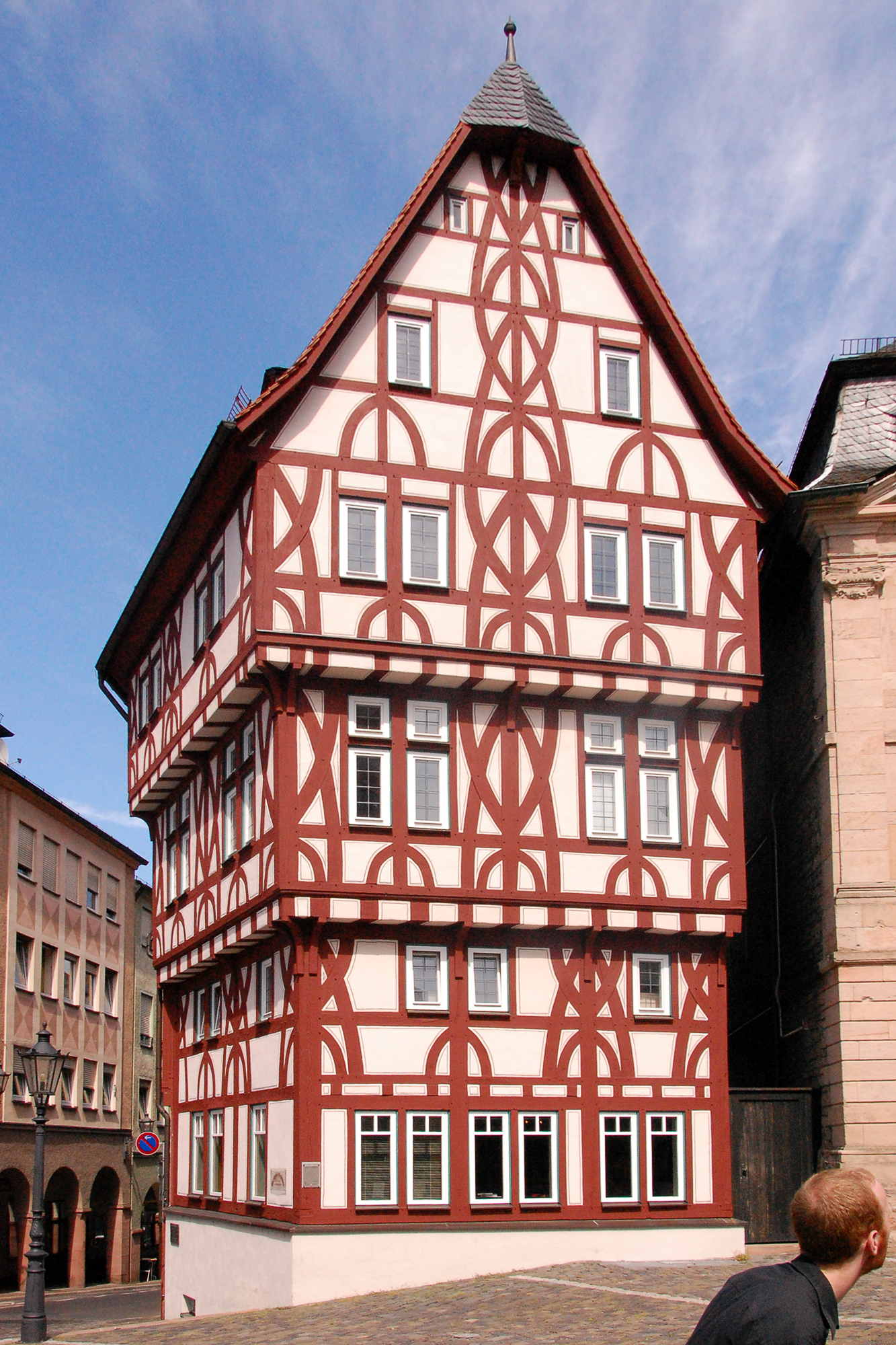
Sitz der Stiftung: Löwenapotheke

Die Stiftung wurde 1999 als unselbstständige Stiftung der Stadt Aschaffenburg gegründet. Ihr steht ein Stiftungsbeirat vor, dem auch die 2002 verstorbene Witwe des Künstlers, Bettina Schad, angehörte. Die Stiftung zog in das wiedererrichtete Gebäude der ehemaligen Löwenapotheke am Aschaffenburger Stiftsplatz.
Mit dem Umbau der Gebäude der Fachoberschule in der Pfaffengasse – Museumsmeile – erhielt auch die Schad-Stiftung, mit dem Christian-Schad-Archiv als Forschungsarchiv der Öffentlichkeit zugänglich, sowie geeigneten Ausstellungsräumen, eine neue Bleibe.

## Aufgaben
Die Stiftung verwaltet rund 800 Werke des Künstlers, darunter Gemälde, Handzeichnungen und Entwürfe, Druckgraphiken, Schadographien, zahlreiche Collagen, Resopalbilder und Arbeiten auf Putz.
Seit dessen Eröffnung im Juni 2022 wird ein Großteil des Nachlasses, den Schads Witwe Bettina in die Christian-Schad-Stiftung Aschaffenburg überführt hatte, im Aschaffenburger Christian Schad Museum ausgestellt.
In Kooperation mit der Stiftung fanden Ausstellungen von Christian Schad 2008 im Leopold Museum, Wien und 2009 im Gemeentemuseum Den Haag statt.

## Veröffentlichungen
- Christian Schad. Werkverzeichnis in 5 Bänden. Herausgegeben von der Christian-Schad-Stiftung Aschaffenburg
  - Band 1: Malerei. Wienand, Köln 2008, ISBN 978-3-87909-919-1
  - Band 2: Photographie. Wienand, Köln 2011, ISBN 978-3-87909-930-6
  - Band 3: Schadographie. Wienand, Köln 2019, ISBN 978-3-87909-931-3
  - Band 4: Druckgrafiken. Wienand, Köln, ISBN 978-3-87909-932-0; ist in Bearbeitung (angekündigt für 2026)[2]
  - Band 5: Zeichnungen und Aquarelle. Wienand, Köln, ISBN 978-3-86832-054-1; ist in Bearbeitung (angekündigt für 2026)[3]